# De Perponcher Sedlnitsky

Geslachtswapen (1822 en 1825)

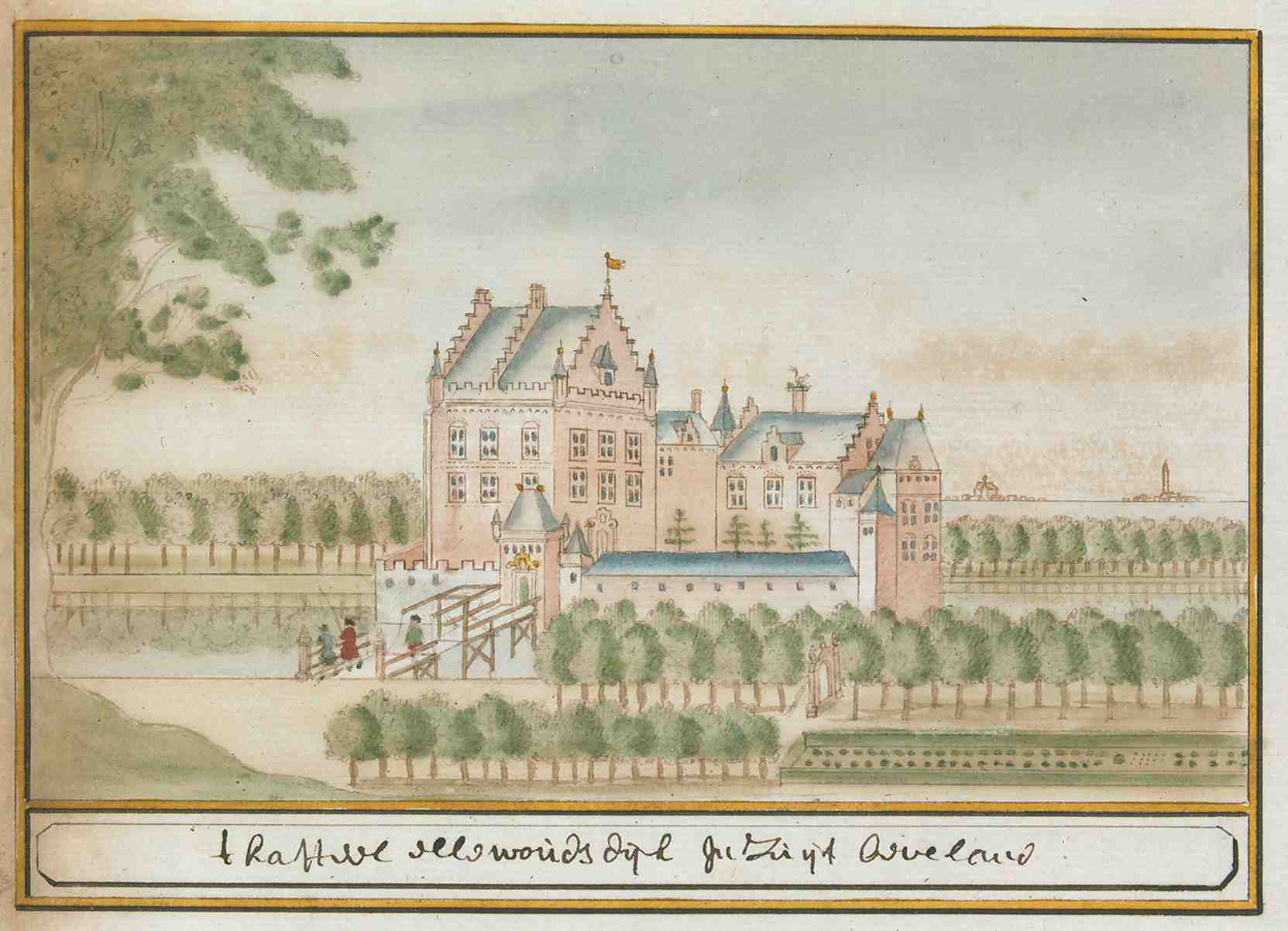
Ellewoutsdijk (kasteel) door Andries Schoemaker (begin 18e eeuw)

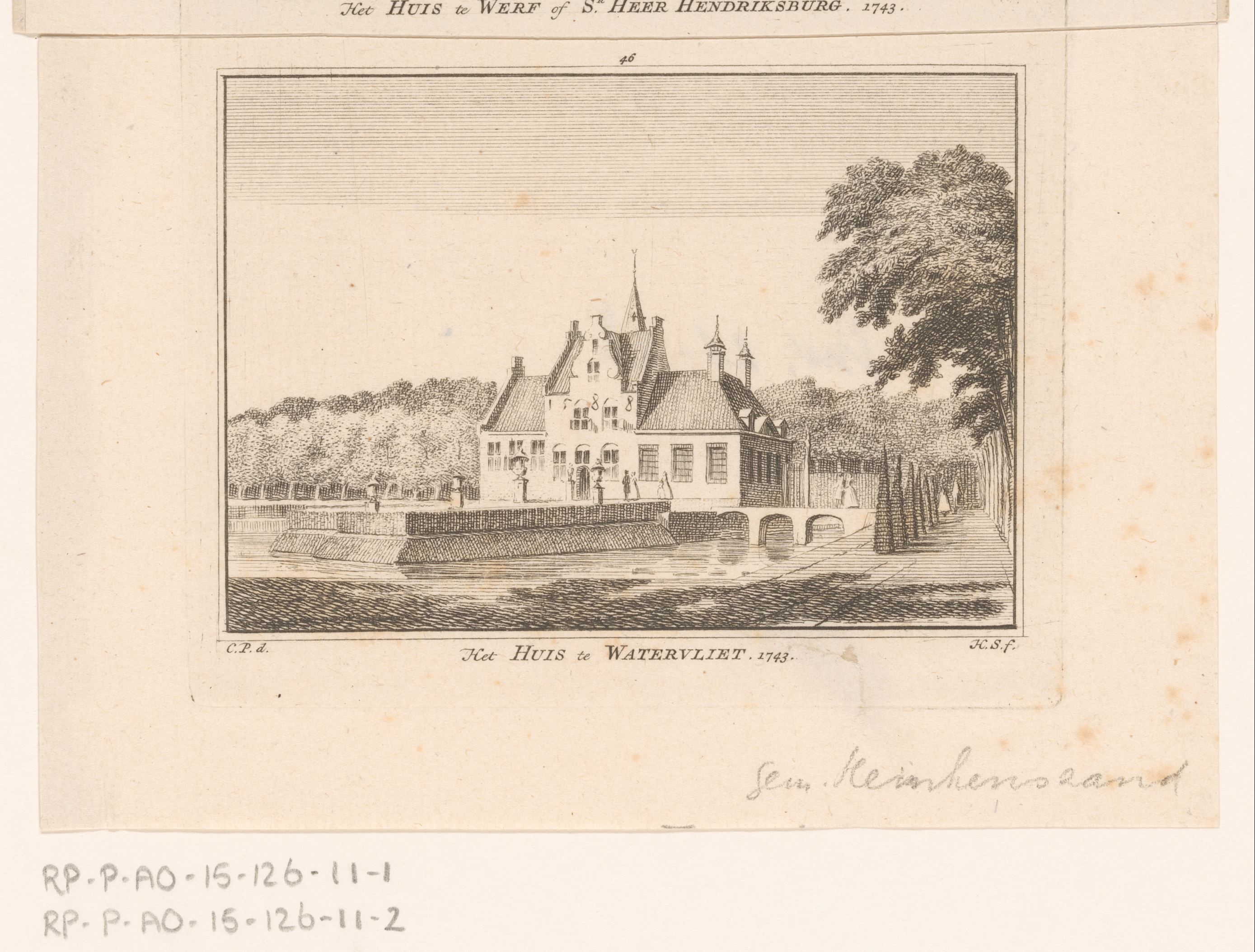
Watervliet (Heinkenszand) (1743)

De Perponcher Sedlnitsky is een Nederlands geslacht dat sinds 1814 tot de Nederlandse adel behoort en waarvan het hoofd van de familie sinds 1825 de titel van graaf voert.

## Geschiedenis
De eerst bekende voorvader was Isaac de Perponcher die in het begin van de 17e eeuw in Statendienst trad en in 1656 op kasteel Corneille bij Laon overleed. Ook zijn zoon en kleinzoon traden in Statendienst. Nakomelingen van hem werden opgenomen in de Nederlandse adel. Willem Emmery (1741-1819) werd benoemd in de ridderschap van Utrecht, zijn neef Arend Jacob Diederik werd erkend als edele van Zeeland. Andere familieleden werden ingelijfd; aan Hendrik Georg (1771-1856) werd in 1825 de titel van graaf verleend met overgang bij eerstgeboorte.
De stamvader Isaac de Perponcher, heer van Maisonneuve († 1656), trouwde in 1607 met Anna Sedlnitzky, vrouwe van Choltitz († 1635). Hun kleinzoon nam de achternaam De Perponcher Sedlnitsky aan.
In 1651 trouwde Ferdinand de Perponcher (1610-1684), zoon van de stamvader, met Anna Maria van Watervliet (1628-1670) en via de familie van die laatste erfden hun zonen Isaac, Cornelis en Emmery de Perponcher de heerlijkheden in Zeeland, maar zij stierven alledrie ongehuwd waardoor die heerlijkheden (met kastelen) bij andere nakomelingen van de stamvader terechtkwamen.
Een portret van de stamvader kwam terecht in de familie Van Kretschmar aangezien Johann Christian von Kretschmar und Flamischdorf (1650-1693) trouwde met Susanna Vernatti (1659-1708), kleindochter van Johanna de Vigny geboren de Perponcher, die laatste een achterkleindochter van de stamvader Isaac. Het was hun nazaat jhr. Frederik Gerhard Lodewijk Oswald van Kretschmar van Veen (1919-2019) die dit meldde en over die stamvaders publiceerde in een artikel in De Nederlandsche Leeuw in 1950; het portret berustte in dat laatste jaar bij diens grootmoeder Peggy van Kretschmar-van de Poll (1864-1956) en zou vanaf 1993 tot zijn overlijden in zijn eigen bezit zijn.
In Nederland leven geen nakomelingen meer van de in Nederland geadelde De Perponchers; de leden van de in Duitsland nog bloeiende tak, aan wie in 1853 de titel van graaf op allen werd verleend, horen niettemin ook tot de Nederlandse adel.

## Enkele telgen
mr. Jacobus Arnoldus (Arent) de Perponcher Sedlnitskyy, heer van Ellewoutsdijk, Watervliet, Everingen, Coudorpe, Driewegen (1692-1771), president van het Hof van Brabant
- mr. Cornelis de Perponcher Sedlnitsky, heer van Ellewoutsdijk, Watervliet, Everingen, Coudorpe, Driewegen, Heinkenszand, 's Heer Hendrikskinderen en Wolfaartsdijk (1733-1776), raadsheer Hof van Holland, Zeeland en West-Friesland
  - jhr. Arend Jacob Diederik de Perponcher Sedlnitsky, heer van Ellewoutsdijk, Watervliet, Everingen, Coudorpe, Driewegen, enz. (1765-1822), in 1814 erkend onder de edelen van Zeeland, lid van de Algemene Rekenkamer
  - Isabella Agneta de Perponcher Sedlnitzky, vrouwe van Ellewoutsdijk (1767-1837); trouwde in 1794 met Frederic Adriaan graaf van der Goltz (1770-1849), generaal-majoor en gouverneur der Residentie
  - Hendrik George graaf de Perponcher Sedlnitsky (1771-1856), militair en diplomaat, verkreeg in 1825 de titel van graaf bij eerstgeboorte
    - Wilhelm Heinrich Ludwig Arend graaf de Perponcher-Sedlnitsky (1819-1893), militair en diplomaat
    - Friedrich Wilhelm Karl August graaf de Perponcher-Sedlnitsky (1821-1909), uit wie een in Duitsland bloeiende tak
    - Ludwig Nicolaus Friedrich Ernst Gustav graaf de Perponcher-Sedlnitsky (1827-1914), uit wie een in Duitsland bloeiende tak

  - Willem Karel de Perponcher (1775-1857), generaal-majoor
- jhr. mr. Willem Emmery de Perponcher Sedlnitzky, heer van Wolfaartsdijk, 's Heer Hendrikskinderen, enz. (1741-1819), filosoof en politicus

D'Aubremé † ·
Bentinck † ·
Van den Bosch ·
De Borchgrave d'Altena ·
Van Bylandt ·
Du Chastel de la Howarderie † ·
Van Gronsfeld Diepenbrock † ·
Dumonceau ·
Van der Duyn † ·
Festetics de Tolna ·
De Ficquelmont † ·
De Geloes ·
Van der Goltz † ·
Van Heerdt † ·
Van Heiden † ·
De Hochepied ·
Van Hoensbroeck ·
Van Hogendorp · 
Von Hompesch-Rürich † · 
De Larrey † ·
Van Limburg Stirum · 
Van Lynden ·
De Marchant et d'Ansembourg ·
Van Nassau la Lecq † ·
De Norman d'Audenhove ·
Von Oberndorff ·
Van Oranje-Nassau van Amsberg · 
De Perponcher Sedlnitsky ·
Von Quadt ·
Van Randwijck ·
Von Ranzow ·
Van Rechteren ·
Van Reede † ·
Van Renesse † · 
De Riquet de Caraman ·
Schimmelpenninck ·
Zu Stolberg-Stolberg ·
Van Wassenaer † ·
Wolff Metternich † ·
Van Zuylen van Nijevelt

Geslachten die tot de adel van het Koninkrijk der Nederlanden behoren of hebben behoord. Lijst volgens opgave van de Hoge Raad van Adel. †: Geslacht uitgestorven of titel vervallen.